# Parafia Wniebowzięcia Najświętszej Maryi Panny w Radziejowie
Parafia Wniebowzięcia Najświętszej Maryi Panny w Radziejowie – rzymskokatolicka parafia w Radziejowie, należąca do diecezji włocławskiej i dekanatu radziejowskiego. Kościół parafialny gotycki, wybudowany w 1331 roku, parokrotnie restaurowany.